# C.D. Ceva
C.D. Ceva è un album musicale pubblicato nel 1993 da Benito Urgu. Trattasi del primo album dell'artista uscito su compact disc, poiché fino a quel momento la sua discografia era stata pubblicata solo su vinile e musicassetta. Il Cd in questione raccoglie, in due sole tracce, una selezione degli spettacoli Cicitta è facendo salciccia e Palà Benito.

## Tracce
Tutti i brani e le gag sono di Benito Urgu.
1. Cicitta è facendo salciccia – 36:44
2. Palà Benito – 25:10

Durata totale: 61:54